# Starzenie komórkowe
Starzenie komórkowe (senescencja) – stałe zatrzymanie komórki w cyklu komórkowym, który występuje w proliferujących komórkach poddanych stresowi.
Wyróżnia się dwa rodzaje starzenia komórkowego: replikacyjne oraz przyspieszone. Starzenie replikacyjne wynika z wyczerpania limitu podziałowego, a za jego przyczynę odpowiedzialne jest skracanie się telomerów, do którego dochodzi w trakcie podziałów komórkowych. Do starzenia przyspieszonego, SIPS (ang. stress-induced premature senescence), dochodzi podczas narażenia komórek na stres oksydacyjny, onkogeny lub podczas oddziaływania DNA komórki z substancjami go uszkadzającymi. Efekt ten obserwowany jest zarówno w komórkach prawidłowych narażonych na stres, jak i w komórkach nowotworowych, które były poddane działaniu chemioterapeutyków. W obu przypadkach starzenia się komórek dochodzi do uszkodzenia DNA, co prowadzi do aktywacji ścieżki DDR (ang. DNA damage response).
Starzenie komórkowe jest skorelowane z różnymi schorzeniami wieku podeszłego tzn. chorobą Alzheimera i Parkinsona, zaćmą, jaskrą, chorobami układu krążenia (miażdżycą, nadciśnieniem), przewlekłą obturacyjną chorobą płuc (POChP), idiopatycznym włóknieniem płuc oraz cukrzycą typu II, a także chorobami nowotworowymi. Wyniki badań z ostatnich kilku lat świadczą o tym, że starzenie komórkowe jest odpowiedzialne za starzenie się organizmu.
Markery starzenia komórkowego:
- komórki ulegające starzeniu komórkowemu, w obrazie mikroskopowym, stają się większe oraz bardziej płaskie
- wzrost aktywności i poziomu enzymu lizosomalnego β-galaktozydazy związanej ze starzeniem (SAβ-Gal)
- wzrost ziarnistości komórek, prawdopodobnie związany ze wzrostem masy lizosomów wzrost ilości lipofuscyny w komórkach
- zahamowanie proliferacji komórek
- wzrost ilości białek związanych z zahamowaniem cyklu komórkowego, tj. p21 i p16(inne języki)
- obecność tzw. skupisk heterochromatyny związanych ze starzeniem (SAHF, ang. senescence associated heterochromatin foci)
- skracanie telomerów oraz spadek aktywności telomerazy
- występowanie tzw. fenotypu wydzielniczego SASP (ang. senescence associated secreatory phenotype), czyli m.in. cytokin, proteaz i czynników wzrostu[5].